# Пољане (Церкно)
Пољане (словен. Poljane, итал. Poliano) је насељено мјесто у општини Церкно, Горишка регија, Словенија.

## Историја
До територијалне реорганизације у Словенији било је у саставу старе општине Идрија.

## Становништво
У попису становништва из 2011. године, Пољане је имало 69 становника.
| Број становника према пописима | Број становника према пописима | Број становника према пописима |
| ------------------------------ | ------------------------------ | ------------------------------ |
| 1991                           | 2002                           | 2011                           |
| 77                             | 69                             | 69                             |